# Horak
Horak is een Tsjecho-Slowaaks historisch merk van motorfietsen.
De Tsjechische ingenieur Horak is de uitvinder van de starthekken die bij motocross gebruikt worden. In 1969 bouwde hij een 250cc-kopklepmotor met desmodromische klepbediening. De machine had een bovenliggende nokkenas die in de lengterichting in de cilinderkop lag. De nokken waren zodanig aangebracht, dat elk nokkenpaar zowel de opening als de sluiting van de kleppen regelde. Waarschijnlijk bouwde Horak hierna nog een viercilinder met hetzelfde klepbedieningssysteem, maar hierover is niets met zekerheid bekend.